# 夜の笑っていいとも!春・秋のドラマ特大号
『夜の笑っていいとも!春・秋のドラマ特大号』（よるのわらっていいとも はる・あきのドラマとくだいごう）は、2010年4月12日から2011年4月11日まで春と秋のテレビ番組改編期の月曜日 21:00 - 23:33（JST）にフジテレビ系列にて生放送されていた『笑っていいとも!』の特別版（スペシャル放送）・トークバラエティ番組である。モノラル放送（モノステレオ放送）、ハイビジョン制作が実施されていた。
このタイトルは2010年秋までであるが、2011年春の『笑っていいとも!豪華俳優★人気芸人が大集合SP!』（わらっていいとも ごうかはいゆうにんきげいにんがだいしゅうごうすぺしゃる）についても扱う。

## 概要
フジテレビ系列のゴールデンタイム・プライムタイムの新ドラマチームが一堂に会する特別番組。主に『月9』、『火9』、『火10』、『木10』、『日9』（2010年10月 - ）の枠で放送されるドラマチームに、『笑っていいとも!』チームを加えた、計6番組の代表者が出演する。
総合司会はこれまでの『笑っていいとも!春・秋の祭典スペシャル』と同様に、森田一義（タモリ） と『いいとも!』火曜レギュラーの中居正広が務め、進行はフジテレビアナウンサーが務める。
番組テーマ曲、CMアイキャッチは年末年始に生放送されている『笑っていいとも!特大号』と同じものが使われていた。

### 夜の笑っていいとも!春・秋のドラマ特大号
2001年3月26日（春）から2009年10月12日（秋）の8年半、テレビ番組改編期の年2回生放送されていた『笑っていいとも!』の特別版である『笑っていいとも!春・秋の祭典スペシャル』の後継番組。
『笑っていいとも!春・秋の祭典スペシャル』のような『笑っていいとも!』の頭や体を使ったオリジナルコーナー・ゲームや企画で総合優勝チーム争いをするのではなく、4月・10月の新ドラマ出演者である俳優・女優約20名程度を迎えて仕事やプライベートの素顔に迫るトークを重視とした企画構成となるトーク番組となった 。また、『笑っていいとも!』チームは総合司会のタモリ・中居側に座り、ホスト側の立場で参加している。
スタジオは『笑っていいとも!春・秋の祭典スペシャル』のフジテレビのV3スタジオやV4スタジオから変更され、通常の『笑っていいとも!』同様スタジオアルタからの生放送となった。また、昼の『いいとも!』と同じスタジオアルタから放送されていたことから『“夜の”笑っていいとも!』と番組タイトルに「夜の」が付いた。
『“夜の”笑っていいとも!』というタイトルのため、タモリが「夜の笑っていいとも!春・秋のラマ特大号、そろそろ行ってもいいかな?」のコールアンドレスポンスでは、客席の女性達にセクシーバージョンで「いいとも〜!」と言ってもらうことが定番となっていた。
『ドラマ特大号』としては2010年の2回のみとなった。

### 笑っていいとも!豪華俳優★人気芸人が大集合SP!

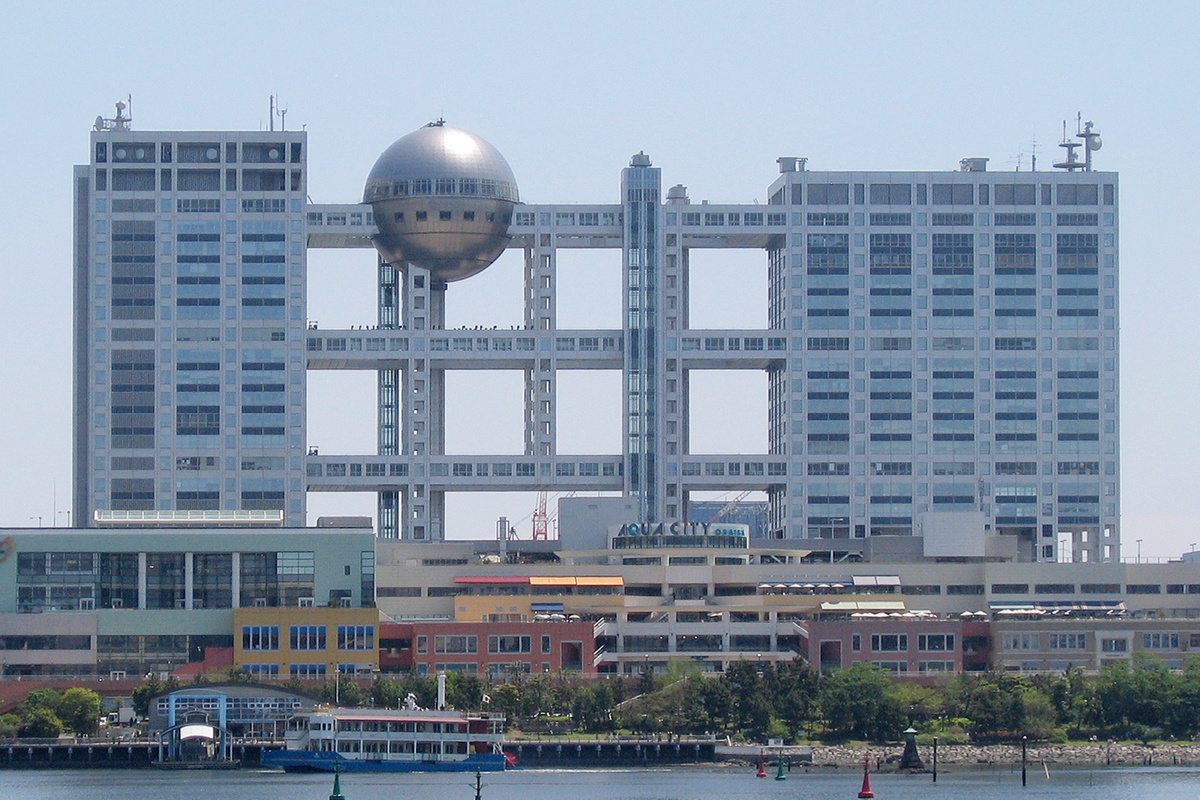
当番組はフジテレビV4スタジオより生放送された。

2011年4月11日（春）は『笑っていいとも!2011豪華俳優25人★人気芸人が大集合SP!』として放送され、『笑っていいとも!春・秋の祭典スペシャル』同様フジテレビのV4スタジオからの生放送となった。
『ドラマ特大号』ではトークをメインとしていたが、『笑っていいとも!春・秋の祭典スペシャル』の番組内容に戻して『笑っていいとも!』の頭や体を使ったオリジナルコーナー・ゲーム企画で総合優勝チームを争う内容になる。また、『笑っていいとも!』チームは各ドラマチームに助っ人として参加。
『笑っていいとも!豪華俳優★人気芸人が大集合SP!』としてはわずか1回（2011年春）のみの放送となった。
2011年秋（2011年10月10日）からは、同じく森田一義（タモリ）、中居正広の2人の司会による新ドラマの出演者が一堂に会するバラエティ特番『タモリ・中居のドラマチック・リビングルーム』を放送。

## 出演者

### 総合司会
- 森田一義（タモリ）
マイクの色は■ピンク「2010年・春」、■水色「2010年・秋」、■赤「2011年・春」。
- 中居正広
マイクの色は■緑「2010年・春」、■青「2010年・秋 / 2011年・春」。

### 進行
以下はフジテレビアナウンサー。その年によりアナウンサーが変更される。
| 開催年   | 春の大会 | 秋の大会 |
| -------- | -------- | -------- |
| 2010年度 | 椿原慶子 | 平井理央 |
| 2011年度 | 生野陽子 | -        |

### アシスタント
- いいともAD隊
  - クルット（よしゆき）
  - ハリー（だいすけ）

### ナレーション[4]
- 鈴木芳彦（2010年・春）
- 中村光宏（2010年・秋・2011年春）

共にフジテレビアナウンサー。主にVTRのナレーションを担当

## 番組タイトルの変遷
| 開催年           | 番組タイトル                                         |
| ---------------- | ---------------------------------------------------- |
| 2010年（春・秋） | 夜の笑っていいとも!2010 春・秋のドラマ特大号         |
| 2011年（春）     | 笑っていいとも!2011 豪華俳優25人★人気芸人が大集合SP! |

## 歴代優勝チーム 一覧表
| 開催年   | 春の大会                                     | 秋の大会               |
| -------- | -------------------------------------------- | ---------------------- |
| 2010年度 | チーム・バチスタ2 ジェネラル・ルージュの凱旋 | フリーター、家を買う。 |
| 2011年度 | 名前をなくした女神                           | -                      |

## 夜の笑っていいとも!2010春・秋のドラマ特大号

### 2010年 春
- 番組名：『夜の笑っていいとも!2010春のドラマ特大号』
- 放送日・放送時間：2010年4月12日月曜日 21:00 - 23:33（JST）
- 総合司会：森田一義、中居正広
- 進行：椿原慶子（フジテレビアナウンサー）
- アシスタント：いいともAD隊 クルット（よしゆき）・ハリー（だいすけ）

- 『笑っていいとも!』選抜チーム
  - ロンドンブーツ1号2号（田村淳・田村亮）、山口智充（DonDokoDon）、タカアンドトシ（タカ・トシ）、ベッキー、オードリー（若林正恭・春日俊彰）、劇団ひとり、はいだしょうこ（メンバー全員がゲームに参加せず、作品の審査をしていた。）
  - （以下、VTRのみの出演）マリエ、大島美幸（森三中）、久本雅美、DAIGO（BREAKERZ）
- コーナーゲスト
  - やすみりえ（川柳作家）

トピックス
- スタジオアルタから生放送。
- 携帯電話では当番組専用の公式携帯サイトにてクイズに答えて「タモリストラップ」が抽選でプレゼントされた。
- 優勝チームは、火10『チーム・バチスタ2 ジェネラル・ルージュの凱旋』チーム。
- 視聴率15.2%（関東地区・ビデオリサーチ調べ）。『春・秋の祭典』末期より改善された結果となった。

#### 企画・コーナー（2010年春）
いいとも!メンバーが選ぶ! ドラマ赤裸々共感ランキング
事前にドラマ出演者のプライベートにまつわるアンケートを元にいいとも!レギュラー陣全員が審査をしてランキング形式にて発表をする。
この気持ちあるある!共感川柳ランキング
人気俳優・女優陣20名がテーマを元に川柳を作成し、いいとも!レギュラー陣全員が投票しランキング形式にて発表をする。川柳作家やすみりえが監修・評価を務める。
私、コレなしでは生きてられません!
ドラマ出演者の「今、最も興味を持っている事」について徹底的に番組独自に調査をして掘り下げていくコーナー。
ニセ企画 コレなしでは生きてられません! お宝NO.1決定戦
いいとも!レギュラー陣3名が『笑っていいとも!増刊号』のコメント撮り収録と言う事で、スタジオ裏で事前収録を敢行し、自分が宝物にしている物を持参し熱くコメントをしている時になぜか背後からゴリラが乱入し襲ってくるというニセドッキリ企画をVTRで検証する。そのドッキリのリアクションを観る。
もしもオードリー春日がTarzanの表紙をかざったら! Tarzan全面協力!
オードリーの春日俊彰に雑誌TARZAN表紙の依頼が来たと言うニセドッキリを敢行。「やせてもいいかな? オードリー春日の面白くヤセるオリジナルダイエット」と言う事で春日が考案したダイエット方式で雑誌Tarzanの表紙を飾る。雑誌Tarzanが春日のあるギャグに興味を持つ。
ドラマ陣が挑戦!いいとも選手権SP
ドラマ各チームの代表者が様々なゲームにチャレンジをし、優勝したチームには「打ち上げ代金」が目録として贈呈される。
手押し相撲〜俳優最強決定戦〜
各チーム代表者の俳優計4名による「手押し相撲」対決。優勝を賭けて変則トーナメント方式にて、勝った2チームが決勝戦に進出できる。
- 第1回戦：木村拓哉× VS 宮迫博之○
- 第2回戦：伊藤淳史○ VS 瑛太×

### 2010年 秋
- 番組名：『夜の笑っていいとも!2010秋のドラマ特大号』
- 放送日・放送時間：FNS / FNNフルネット26局 2010年10月11日月曜日 21:00 - 23:33（JST）
  - テレビ宮崎（フジテレビ系列・日本テレビ系列・テレビ朝日系列）：2010年10月11日月曜日 24:29 - 27:02（JST）（3時間29分遅れ）[5]
  - テレビ大分（フジテレビ系列・日本テレビ系列）：2010年10月16日土曜日 12:00 - 14:30（JST）（5日遅れ）[6]
- 総合司会：森田一義、中居正広
- 進行：平井理央（フジテレビアナウンサー）
- アシスタント：いいともAD隊 クルット（よしゆき）・ハリー（だいすけ）

- 『笑っていいとも!』選抜チーム
  - 関根勤、石原良純、千原ジュニア（千原兄弟）、劇団ひとり、ベッキー、オリエンタルラジオ（中田敦彦・藤森慎吾）、オードリー（春日俊彰・若林正恭）、柳原可奈子、ロッチ（コカドケンタロウ・中岡創一）、秋元才加（AKB48）（前回同様、メンバー全員がゲームに参加せず、作品の審査をしていた。）
  - （以下、VTRのみの出演）笑福亭鶴瓶、香取慎吾（SMAP）、DAIGO（BREAKERZ）、佐々木希
- コーナーゲスト
  - やすみりえ（川柳作家）

トピックス
- スタジオアルタから生放送。
- 『ドラマチック・サンデー』“日9”（2010年10月 - ）枠が増設されたために1番組増加となった。
- 前回同様、胸キュンシチュエーションバトルや川柳を行い、1位から5位に入った人の番組に得点（1位50点から10点刻みで5位10点）が加算、その得点の合計によって手押し相撲のステップラダートーナメントが決定。（1位は決勝、2位は準決勝、3位は準々決勝、4、5位は初戦から参加）代表者1人が戦い、決勝を制した番組に「打ち上げ費用」が贈られる。
- 優勝チームは、火9『フリーター、家を買う。』 チーム。
- 視聴率11.4%（関東地区・ビデオリサーチ調べ）。

#### 企画・コーナー（2010年秋）
胸キュン!恋愛共感ランキング
事前にドラマ出演者の恋愛にまつわるアンケートを元に一般人が共感度で審査をしてランキング形式にて発表をする。
事前にドラマ出演者の恋愛にまつわるアンケートを街の独身女性100人が共感度で審査をして投票。ランキング形式にて発表をする。
この気持ちあるある!共感川柳ランキング
人気俳優・女優陣25名がテーマを元に川柳を作成し、いいとも!レギュラー陣全員が投票しランキング形式にて発表をする。川柳作家やすみりえが監修・評価を務める。
ここだけの話!マネージャー告白
ドラマ出演者について、マネージャーに事前に取材し、普段は知れない一面をスタジオで発表する。
ドラマ陣が挑戦!いいとも選手権SP
ドラマ各チームの代表者が様々なゲームにチャレンジをし、優勝したチームには「打ち上げ代金」が目録として贈呈される。
手押し相撲〜俳優最強決定戦〜
各チーム代表者の俳優計4名による「手押し相撲」対決。優勝を賭けて変則トーナメント方式にて、勝った2チームが決勝戦に進出できる。
- 第1回戦：二宮和也（嵐）○ VS 玉木宏×
- 第2回戦：竹野内豊× VS 二宮和也（嵐）○
- 第3回戦：二宮和也（嵐）○ VS 坂口憲二×
- 決勝戦：二宮和也（嵐）○ VS 小出恵介×
  - 決勝戦は決着がつかず、じゃんけんで決着が決まった。

## 笑っていいとも!2011豪華俳優25人★人気芸人が大集合SP!

### 2011年 春
- 番組名：『笑っていいとも!2011豪華俳優25人★人気芸人が大集合SP!』
- 放送日・放送時間：FNS / FNNフルネット26局 2011年4月11日月曜日 21:00 - 23:33（JST）
  - テレビ宮崎は同日深夜（撮って出し）、テレビ大分は4月16日午後に遅れネット。
- 総合司会：森田一義、中居正広
- 進行：生野陽子（フジテレビアナウンサー）
- アシスタント：いいともAD隊 クルット（よしゆき）・ハリー（だいすけ）

- 『笑っていいとも!』選抜チーム（各ドラマチームの助っ人）
  - 月9『幸せになろうよ』 - 又吉直樹（ピース）
  - 火9『名前をなくした女神』 - オードリー（春日俊彰・若林正恭）
  - 火10『グッドライフ〜ありがとう、パパ。さよなら〜』 - 千原ジュニア（千原兄弟）、ベッキー
  - 木10『BOSS』 - 劇団ひとり、柳原可奈子
  - 日9『マルモのおきて』 - タカアンドトシ（タカ・トシ）
- コーナーゲスト
  - コロッケ、楽しんご、田中卓志（アンガールズ）、友近

トピックス
- 今回の放送よりフジテレビV4スタジオに会場を移動して生放送。同スタジオからの放送は2009秋の祭典以来1年半ぶりとなる。
- 今回から番組タイトル名が一新した。
- 「春秋の祭典」の内容に戻し、『笑っていいとも!』の頭や体を使ったオリジナルコーナー・ゲームや企画で総合優勝チーム争う方向へ番組内容が変更された。
- 優勝チームには「いいとも!特製 デコレーション タモリストラップ」が授与される。
- 優勝チームは、火9『名前をなくした女神』チーム。
- 視聴率14.3%（関東地区・ビデオリサーチ調べ）。
- また、7月24日に地上波がデジタル放送へ完全移行するのに伴い、アナログ放送（NTSC）での放送はこの回を以て最後となった。

#### 企画・コーナー（2011年春）
心をひとつに!ザ☆チームワークバトル
「○○といえば?」というお題が出題され、ドラマ出演者といいとも!レギュラー陣2名、合わせて7人全員の答えを一致するような回答をするコーナー。
揃った最多数×10点獲得。全員揃えば100点獲得。
『幸せになろうよ』チームは中居正広も参加した。
プライベートレース誰が金なの?!
ドラマ出演者5人のプライベートをテーマにしたレースの1位を予想するコーナー。
正解すると30点獲得。
笑うと負けよ!アップっぷ〜!!
人気芸人（コロッケ・楽しんご・田中卓志（アンガールズ）・劇団ひとり・友近）がネタを1組ずつ披露するので、ドラマ出演者5組は笑わずに我慢出来れば1ネタにつき10点獲得。男性出演者・女性出演者の部に区切ったが、火9チームはドラマの男性出演者がいなかった為、若林が参加した。
気になる人気ランキング1位じゃナイン
あるテーマのランキングのベスト10の中から1位ではない物をドラマ出演者らが選んで当てていく。
最初のクリアは20点。以降は10点ずつ上がっていく。
コーナーMCは月9チームの香取慎吾が担当した。
逆転チャンス!ゴルフボール★イッパツ落とし
テーブルクロス引きの容量で並べられた5つのゴルフボール全てをコップに入れられたら成功。
成功すれば300点獲得。

## スタッフ

### 2011年 春の大会
- 構成：都築浩、鈴木おさむ、くらなり
- スーパーバイザー：高平哲郎 / 鶴間政行、板坂尚
- 音楽：鈴木宏昌、伊藤銀次
- TD（テクニカルディレクター）：佐々木信一
- SW（スイッチャー）：上村克志
- CAM（カメラマン）：小林知司
- VE（ビデオエンジニア）：郡司洋
- AUD（オーディオ）：高橋敬
- PA：吉竹新
- SLOW（スロー）：菅谷恵子
- 照明：岸本直樹
- 編集：三澤祐大
- MA（マルチオーディオ）：道淵進
- 音響効果：小堀一、比良野邦子
- 美術制作：井上明裕
- デザイン：棈木陽次
- 美術進行：伊藤則緒
- 大道具：中本晃幸
- メカアート：後藤佑介
- アートフレーム：坂脇伸吾
- 装飾：高祖朋代
- 持道具：土屋洋子
- 衣裳：珍田愉華
- メイク：齋藤久子（タモリ担当）
- 電飾：田上淳子
- スタイリスト：木下克之（ガット） - タモリ担当
- アクリル装飾：木村敏和
- 視覚効果：管谷守
- 生花装飾：山寺由美
- タイトル：岩崎光明
- 装飾タイトル：竹内理恵
- CG：岡本英士
- CG送出：小島伸夫
- LED：インターナショナルクリエイティブ
- 編成：佐々木渉（フジテレビ）
- 連絡：小林琴美、林田直子、弦牧和子（フジテレビ）
- 広報：小中ももこ（フジテレビ）
- 制作進行：黒柳法子（フジテレビ）
- TK（タイムキーパー）：楮本眞澄、山口奈保美
- 協力プロデューサー：濱野貴敏、春名剛生
- オブザーバーD（ディレクター）：印田弘幸、黒木彰一
- FD（フロアディレクター）：高橋正尚
- ディレクター：金子傑、塩谷亮、宮崎鉄平、木月洋介、澤田親宏、鈴木剛、上野貴央、庄司裕暁
- ドラマプロデューサー：村瀬健、浅野登美、木村淳、酒井尚樹、保原賢一郎、橋本英美
- 制作プロデューサー：北口富紀子 / 及川俊明、伊戸川俊伸
- 演出：出口敬生
- チーフプロデューサー：清水泰貴（2代目）
- 制作：港浩一・和田行（共にフジテレビ）
- 衣裳協力：創作屋、OPELKA
- 撮影協力：SCAPES THE SUITE
- 協力：日放、共同テレビ、IMAGICA、サンフォニックス、サークル
- 制作協力：田辺エージェンシー、ジャニーズ事務所、ネットウエブ
- 制作：フジテレビバラエティ制作センター
- 制作著作：フジテレビ

### 過去のスタッフ
- 構成：天野慎也、藤谷弥生、横山雄一郎、金森直哉、樋口卓治、山内正之、大井洋一
- SW（スイッチャー）：諏訪多順、加藤渉、竹内保、斉藤幸雄
- CAM（カメラマン）：加藤渉、瓜生宗資
- MIX（ミキサー）：栗原博一、斉藤哲史
- VE（ビデオエンジニア）：則竹香、磯野邦男
- MIX（ミキサー）：安田暁代、栗原博一
- 照明：大科麻紀子、中村真梨子
- 編集：一ノ瀬勝
- MA（マルチオーディオ）：緒形美奈、米山佐知子
- 大道具：畠山茂
- メカアート：青木紀和
- アートフレーム：十亀明広
- 視覚効果：川上勝太
- CG送出：齋藤芳崇、工藤良平
- 編成：高瀬敦也（フジテレビ）
- 連絡：稲月彰子
- TK（タイムキーパー）：平井冴子
- FD（フロアディレクター）：青木達生
- AP（アシスタントプロデューサー）：木月洋介
- ドラマプロデューサー：関卓也、保原賢一郎、後藤博幸、村瀬健、成河広明、豊福陽子、遠田孝一、中野利幸、橋本芙美、佐野拓水、山崎淳子、渡部恒也、森安彩、江森浩子
- ディレクター：名城ラリータ
- チーフプロデューサー：石井浩二（初代）